# Saint-Jean-d’Heurs
Saint-Jean-d’Heurs – miejscowość i gmina we Francji, w regionie Owernia-Rodan-Alpy, w departamencie Puy-de-Dôme.
Według danych na rok 1990 gminę zamieszkiwało 505 osób, a gęstość zaludnienia wynosiła 45 osób/km² (wśród 1310 gmin Owernii Saint-Jean-d’Heurs plasuje się na 405. miejscu pod względem liczby ludności, natomiast pod względem powierzchni na miejscu 769.).